# 쩨쩨한 로맨스
"쩨쩨한 로맨스"는 성인만화 공모를 위해 만난 두 남녀가 사랑과 섹스, 진실과 거짓, 갈등과 이별을 거쳐 진실한 사랑을 찾아 성장해나가는 과정을 그린 유쾌한 로맨틱코미디 영화이다. 최강희가 ‘허세작렬’ 섹스칼럼니스트 다림을, 이선균이 ‘뒤끝작렬’ 성인만화가 정배 역할을 각각 맡았다.

## 캐스팅
- 이선균 : 정배 역 - ‘뒤끝작렬’ 성인만화가
- 최강희 : 다림 역 - ‘허세작렬’ 섹스칼럼니스트
- 오정세 : 해룡 역 - 정배 친구. 만화가
- 류현경 : 경선 역 - 다림의 친구. 성인잡지 기자
- 송유하 : 종수 역 - 다림의 쌍둥이동생
- 백도빈 : 민호 역 - 잘나가는 만화가
- 박성일 : 병두 역
- 조은지 : 시상식장 여직원 역
- 정민성 : 박 팀장 역
- 류지혜 : 섹시녀 역
- 이도우 : 동창녀 역
- 윤두나 : 쭉빵녀 역
- 정종훈 : 출판사 사장 역
- 최현숙 : 정배 집주인 역
- 조성환 : 편의점 알바 역
- 제시카 장 : 민호 작가 역
- 추연규 : 안경남 역
- 이영진 : 출판사A 뚱남 역
- 김지희 : 웹툰 뚱녀 역
- 정선철 : 출판사B 직원 역
- 김주영 : 출판사C 직원 역
- 해은 : 출판사D 직원 역
- 이희석 : 통통배남 역
- 석정현 : 민호 어시 1 역
- 김총용 : 민호 어시 2 역
- 소병 : 민호 어시 3 역
- 윤지영 : 민호 어시 4 역
- 김세준 : 근육남 역
- 신동환 : 촬영맨 역
- 조강현 : 정배 친구 역
- 정구영 : 카페 알바 역
- 최희진 : 은행 여직원 역
- 이원종 : 이세영 작가 역 (특별출연)
- 여무영 :  민호 부 역 (특별출연)
- 박노식 : 실직남 역 (특별출연)
- 황보라 : 볼매 언니 역 (특별출연)